# Mladotice (Ronov nad Doubravou)
Mladotice je vesnice, část města Ronov nad Doubravou v okrese Chrudim. Nachází se 2,5 kilometru jihovýchodně od Ronova nad Doubravou. Mladotice leží v katastrálním území Mladotice nad Doubravou o rozloze 2,43 km². Protéká jimi řeka Doubrava.

## Další fotografie

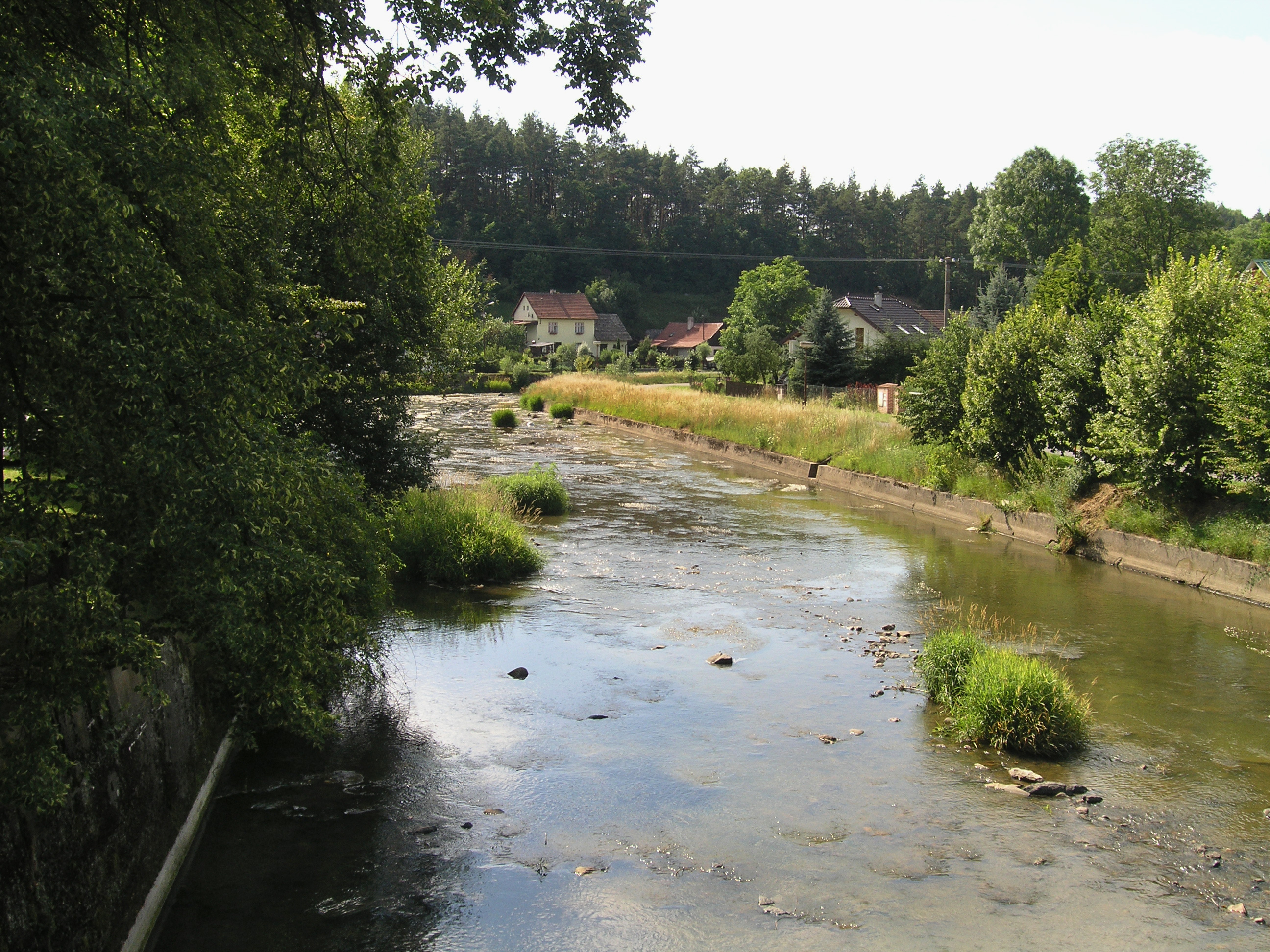
Řeka Doubrava
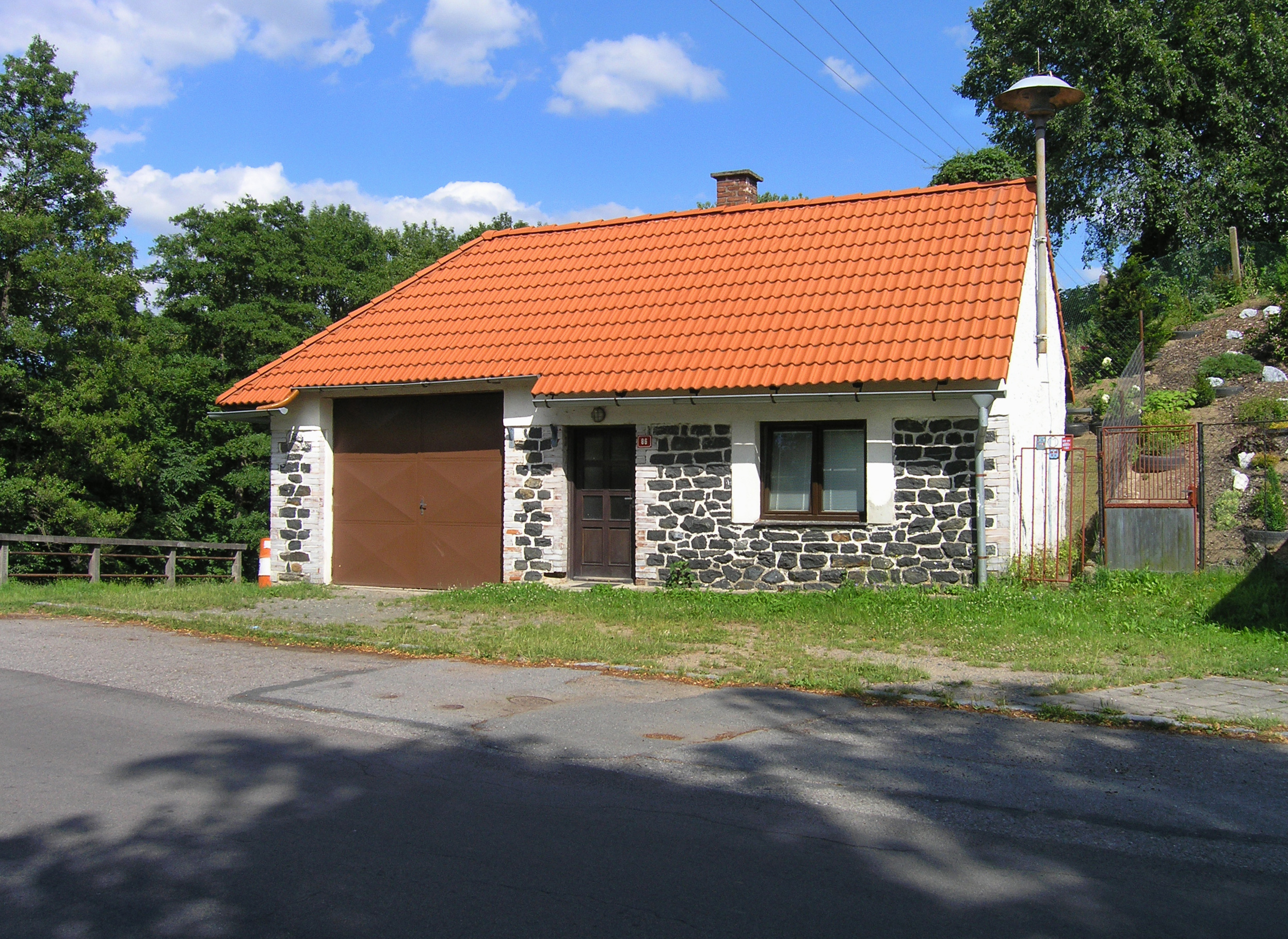
Hasičská zbrojnice